# Fußball im Vereinigten Königreich

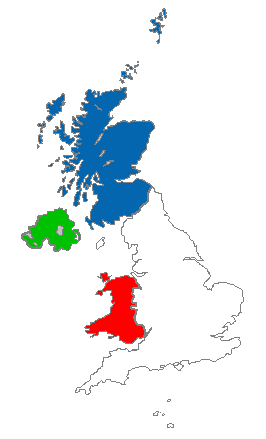
Fußballverbände im Vereinigten Königreich:
England (weiß), Nordirland (grün), Schottland (blau), Wales (rot)

Der Fußball im Vereinigten Königreich stellt eine der beliebtesten Sportarten dar. Im Gegensatz zu anderen Ländern gibt es im Vereinigten Königreich nicht nur einen Fußballverband:
- The Football Association (FA, Gründung 1863) für England, Guernsey, die Isle of Man und Jersey
- Scottish Football Association (SFA, Gründung 1872) für Schottland
- Football Association of Wales (FAW, Gründung 1876) für Wales
- Irish Football Association (IFA, Gründung 1880) für Nordirland, bis 1921 für ganz Irland

Zudem bildete sich in Europa als fünfter Verband die Gibraltar Football Association (GFA, Gründung 1895) für das Britische Überseegebiet Gibraltar.
Alle Verbände sind Mitglieder der UEFA und der FIFA, spielen eigene Meisterschaften und Pokalwettbewerbe aus und haben eigene Fußballnationalmannschaften. Diese Mannschaften nehmen unabhängig voneinander an Welt- und Europameisterschaften teil.

## Geschichte
Diese Aufteilung auf mehrere Verbände ist ein Zugeständnis dafür, dass sich der moderne Fußball auf den Britischen Inseln entwickelte; so gilt England als das „Mutterland des Fußballs“. England, Schottland und Wales gehören zusammen mit Irland zu den ursprünglichen Fußballverbänden (Gründungen im 19. Jahrhundert), die 1882 das International Football Association Board (IFAB) einrichteten, das Gremium, das über die Fußballregeln berät und Änderungen beschließt.
Nach der Bildung der FIFA 1904, wurden diese vier britischen Verbände frühe Mitglieder (bis 1911).
Ein Streit über ein nicht erteiltes Verbot von Spielen gegen die ehemaligen Kriegsgegner des Ersten Weltkriegs (Deutschland, Österreich und Ungarn) führte von 1920 bis 1924 zu einem Rückzug der Verbände aus der FIFA.
Vor dem Zweiten Weltkrieg waren die britischen Fußballverbände nicht damit einverstanden, dass Profi-Spieler an Fußball-Weltmeisterschaften teilnehmen. Die Nationalmannschaften traten deshalb nicht zu den Turnieren 1930, 1934 und 1938 an.
Das IFAB entscheidet bis in die Gegenwart über Regeländerungen des Fußballs auf internationaler Ebene. Neben England, Nordirland, Schottland und Wales gehören dem Gremium noch vier weitere wechselnde Mitglieder der FIFA an.

## Frage der Spielberechtigung

### Spieler
Da es nur eine britische Staatsbürgerschaft gibt, besteht keine staatliche Definition, wer Bürger eines Landesteils ist. Für die vier Fußballverbände gilt, dass ein Brite nur in einer der vier Nationalmannschaften spielen kann, und zwar für den Verband seines Heimatlandes. Als Heimatland gilt der Teil des Vereinigten Königreichs, in dem er, seine Eltern oder seine Großeltern geboren sind. Sollten hierfür mehrere Heimatländer in Frage kommen, oder ist der Spieler und beide Generationen vor ihm außerhalb des Vereinigten Königreichs geboren, kann er sich für einen der vier Verbände entscheiden. Seit 2009 sorgt zudem der mindestens fünfjährige Schulbesuch im entsprechenden Landesteil für die Spielberechtigung. Sobald ein Spieler ein Länderspiel bestritten hat, ist ein Wechsel nicht mehr möglich, wobei Berufungen zu Nationalmannschaften für Schüler eine Ausnahme darstellen.

### Vereine
Zum Teil kann es vorkommen, dass Vereine nicht in ihrer Heimatliga spielen, sondern in eine für sie attraktivere Liga wechseln. So treten mehrere walisische Klubs in englischen Ligen an.
Außerdem wird immer wieder über eine Aufnahme schottischer Spitzenvereine (u. a. Celtic Glasgow und die Glasgow Rangers) in das englische Ligensystem diskutiert. Jedoch haben diese Überlegungen bisher nicht zu einer konkreten Planung geführt. Nach dem Zwangsabstieg der Glasgow Rangers im Jahr 2012 wurde dieses Thema nicht mehr aufgegriffen.

## Teilnahme an internationalen Wettbewerben

### Vereine
Bisher gewannen Vereine aus dem Vereinigten Königreich dreizehnmal die Champions League bzw. den Europapokal der Landesmeister, siebenmal die Europa League bzw. den UEFA-Pokal und zehnmal den Europapokal der Pokalsieger.
Seit der Aufnahme Gibraltars in die UEFA im Jahr 2013 haben die Ligen des Vereinigten Königreichs und seiner Überseegebiete acht Startplätze für die Champions League und 13 Startplätze für die Europa League.

### Nationalmannschaften
Für die Teilnahme an den Olympischen Spielen wurde eine britische Nationalmannschaft eingerichtet (bis 1972), die auch Freundschaftsspiele gegen Auswahlmannschaften anderer Nationen absolvierte. Zu den Olympischen Spielen 2012 in London nahm nach 40 Jahren Pause wieder eine britische Mannschaft teil, die das ganze Königreich vertrat. Erstmals wurde zudem eine Frauenmannschaft aufgestellt.
Abseits der Olympischen Spiele führen die vier Verbände eigene Fußballnationalmannschaften:
| Land       | Mannschaft                                                                               | Größte Erfolge                                                    | Mitgliedschaft |
| ---------- | ---------------------------------------------------------------------------------------- | ----------------------------------------------------------------- | -------------- |
| England    | Englische Fußballnationalmannschaft                                                      | WM: Sieg 1966; EM: Zweiter Platz 2021                             | FIFA, UEFA     |
| Nordirland | Nordirische Fußballnationalmannschaft (1882 bis 1921: Irische Fußballnationalmannschaft) | WM: Viertelfinale 1958, Zwischenrunde 1982; EM: Achtelfinale 2016 | FIFA, UEFA     |
| Schottland | Schottische Fußballnationalmannschaft                                                    | WM: Erste Finalrunde 1974, 1978; EM: Vorrunde 1992, 1996, 2021    | FIFA, UEFA     |
| Wales      | Walisische Fußballnationalmannschaft                                                     | WM: Viertelfinale 1958; EM: Halbfinale 2016                       | FIFA, UEFA     |

Die Kronbesitzungen der britischen Krone haben eigene Fußballauswahlen:
| Land        | Mannschaft                     | Mitgliedschaft |
| ----------- | ------------------------------ | -------------- |
| Guernsey    | Fußballauswahl von Guernsey    | keine          |
| Isle of Man | Fußballauswahl der Isle of Man | keine          |
| Jersey      | Fußballauswahl von Jersey      | keine          |

Darüber hinaus verfügen folgende Britische Überseegebiete über eigene Fußballnationalmannschaften:
| Land                     | Mannschaft                                              | Größte Erfolge                                       | Mitgliedschaft |
| ------------------------ | ------------------------------------------------------- | ---------------------------------------------------- | -------------- |
| Anguilla                 | Anguillanische Fußballnationalmannschaft                | WM: nicht qualifiziert; Gold-Cup: nicht qualifiziert | FIFA, CONCACAF |
| Bermuda                  | Bermudische Fußballnationalmannschaft                   | WM: nicht qualifiziert; Gold-Cup: Vorrunde 2019      | FIFA, CONCACAF |
| Britische Jungferninseln | Fußballnationalmannschaft der Britischen Jungferninseln | WM: nicht qualifiziert; Gold-Cup: nicht qualifiziert | FIFA, CONCACAF |
| Cayman Islands           | Fußballnationalmannschaft der Cayman Islands            | WM: nicht qualifiziert; Gold-Cup: nicht qualifiziert | FIFA, CONCACAF |
| Falklandinseln           | Fußballauswahl der Falklandinseln                       | keine                                                | keine          |
| Gibraltar                | Gibraltarische Fußballnationalmannschaft                | WM: nicht qualifiziert; EM: nicht qualifiziert       | FIFA, UEFA     |
| Montserrat               | Fußballnationalmannschaft von Montserrat                | WM: nicht qualifiziert; Gold-Cup: nicht qualifiziert | FIFA, CONCACAF |
| Turks- und Caicosinseln  | Fußballnationalmannschaft der Turks- und Caicosinseln   | WM: nicht qualifiziert; Gold-Cup: nicht qualifiziert | FIFA, CONCACAF |